# Paspalum maritimum
Paspalum maritimum är en gräsart som beskrevs av Carl Bernhard von Trinius. Paspalum maritimum ingår i släktet tvillinghirser, och familjen gräs. Inga underarter finns listade i Catalogue of Life.